# Фернандес, Грегорио
Грегорио Фернандес (исп. Gregorio Fernández; апрель 1576, Сарриа, Галисия — 22 января 1636[…], Вальядолид) — испанский скульптор в стиле барокко; принадлежал к кастильской школе скульптуры, следуя стилю других великих художников, таких как Алонсо Берругете, Хуан де Хуни, Помпейо Леони и Хуан де Арфе. В ряде источников описывается как Гернандец, Хернандес или Эрнандес.

## Биография
Грегорио Фернандес родился в апреле 1576 года в городке Саррия в Королевстве Кастилия и Леон. 

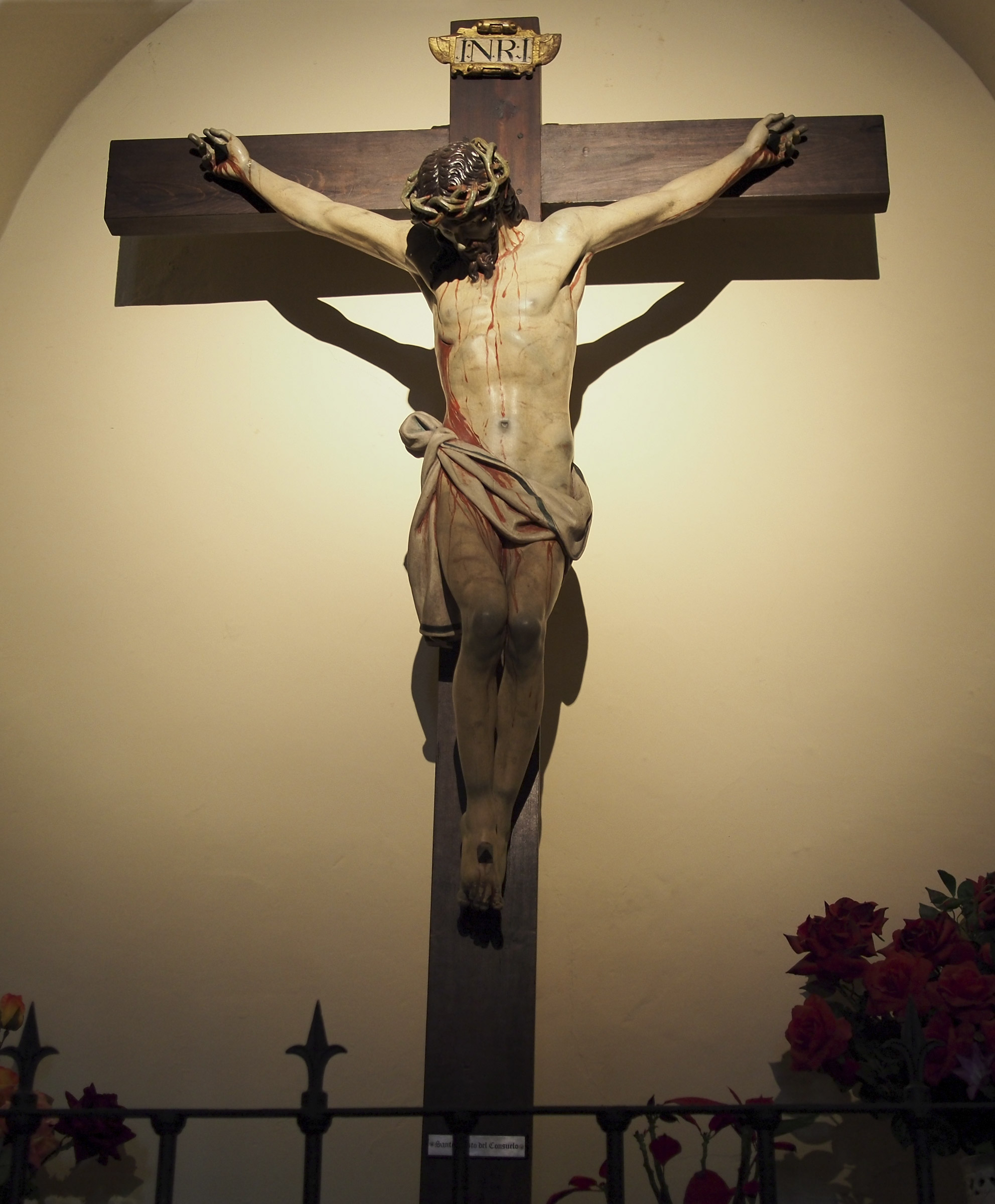
Грегорио Фернандес
«Распятие»

Первые свои работы осуществил на малой родине, затем отправился в Вальядолид, по приглашению королевской семьи. Поработав ассистентом в нескольких местах, он основал свою собственную художественную студию, где обучал множество учеников и сотрудников; был очень востребованным мастером. Фернандес работал в основном по заказам королевского двора и дворянской знати. 
Фернандес отличался глубиной и величественностью экспрессии, прекрасной моделировкой нагого тела и красивой укладкой драпировок. Резанные из дерева, статуи и группы свои он раскрашивал, но с таким искусством и вкусом, что не утрачивалась тонкость выраженного в них чувства. 
Некоторые искусствоведы называют его основоположником натурализма в испанской пластике. В росписи своих фигур он доходит до крайних пределов копирования действительности в трактовке одежды, в цвете лица, в передаче слёз при помощи стеклянных шариков и т.п.
Грегорио Фернандес скончался 22 января 1636 года в городе Вальядолиде.